# Clube Desportivo Pinhalnovense
Le Clube Desportivo Pinhalnovense est un club portugais de football basé à Pinhal Novo près de Palmela.

## Historique
L'apogée du club a lieu au milieu des années 2000. Pour sa toute première saison en Segunda Divisão B (troisième division nationale), le club se maintient en finissant la saison 2003-2004 à la quatorzième place sur vingt du groupe Sud. Les deux saisons suivantes voient le club manquer de peu la promotion en deuxième division, avec une deuxième place à l'issue de la saison 2004-2005 (même groupe, même division) et une troisième place à l'issue de la saison 2005-2006 du groupe D de la Segunda Divisão (après changement de nom de la division, toujours au troisième échelon).
Le club réussit la performance d'atteindre les quarts de finale de la Coupe du Portugal lors de la saison 2009-2010, alors que celui-ci évolue pourtant en troisième division.

## Parcours en Coupe du Portugal
- 2005 : Huitièmes de finale (défaite 2-1 face au CF Belenenses)
- 2007 : Huitièmes de finale (défaite 6-0 face au Sporting Portugal)
- 2010 : Quarts de finale (défaite 3-1 face au  Naval 1er mai)

## Joueurs
- Jorge Cadete (international portugais)
- Leonildo Soares (international santoméen)

## Entraîneurs
- 2003-2006 :  Paco Fortes
- 2006-2007 :  Rui Nascimento
- 2007-2010 :  Paco Fortes
- 2010- :  Paulo Fonseca